# 谷口猛
谷口 猛（たにぐち たける、1991年11月19日 - ）は、日本の映像作家、ディレクター。

## 来歴
福岡県出身。東京に出て、ホラーDVDのディレクターとなる。2017年映像制作チーム「Sharaku Town（写楽街）」を結成。ミュージックビデオやドキュメンタリーを手掛ける。

## 監督作品

### 映画
- 心霊×カルト×アウトロー（2018年）[1][2]

### ドラマ
- LINE NEWS VISION「新学奇の記録」（2020年）[1]
- 心霊マスターテープ 〜EYE〜 （2022年）[3]

### ミュージックビデオ
- Sin So Seek（新層C区）[注 1] [1]
  - 「The Last Monument」（2018年）
  - 「AUN」（2018年）
  - Sin So Seek×オリエンタルラジオ中田敦彦「幸福洗脳」（2018年）
- LLLL：フォーエル[1]
  - 「Sleep」（2020年）
  - 「Sink feat. meme」（2020年）
  - 「Falon」（2022年）
- Kana Kitty
  - 「或る聖域 / a Sanctuary」（2020年）
- Hakubi
  - 「道化師になれない」（2021年）[4]
- キタニタツヤ
  - 「逃走劇 – Accomplices」（2021年）[5]
- たなか（exぼくのりりっくのぼうよみ）
  - 「GAME」（2022年）

## 参加作品

### オリジナルビデオ
- 闇動画シリーズ [1]
- 心霊闇動画シリーズ：演出補 [6]
- 闇旅 1・2・3（2016年 - 2017年）演出・構成 [7][8][9]
- アンノウンッ 1・2（2017年）演出・構成 [10][11]

## 出演作品
- 心霊マスターテープ（2020年、エンタメ〜テレ）
- 心霊マスターテープ2 〜念写〜（2021年、エンタメ〜テレ）